# 韓秉道
韓秉道（：／ Han Byeong-do，1967年12月7日—），大韓民國自由派政治人物，第17、21屆國會議員。